# Musée Oskar Reinhart « Am Stadtgarten »
Le musée Oskar Reinhart « Am Stadtgarten » est un musée d'art de la ville suisse de Winterthour, dans le canton de Zurich.
Ses collections sont constituées par les œuvres de peintres suisses, autrichiens et allemands que possédaient le collectionneur Oskar Reinhart (1885-1965). Les œuvres françaises que possédaient le collectionneur se trouvent quant à elles au Musée Oskar Reinhart « Am Römerholz » également situé à Winterthur.
Le bâtiment, de même que ses collections, sont inscrites comme bien culturel suisse d'importance nationale.

## Collections

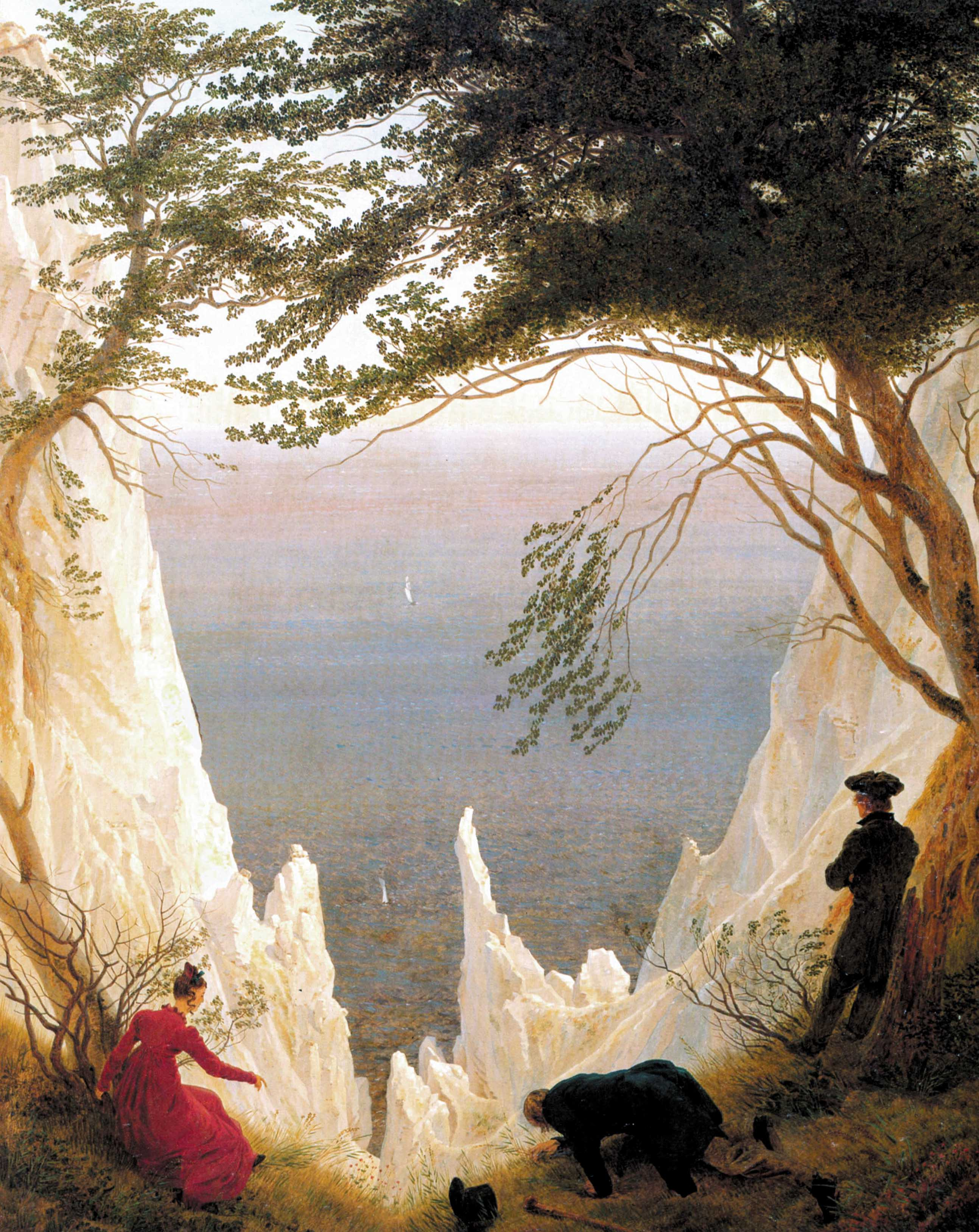
Caspar David Friedrich Falaises de craie à Rügen (v. 1818) huile sur toile, 90 × 70 cm
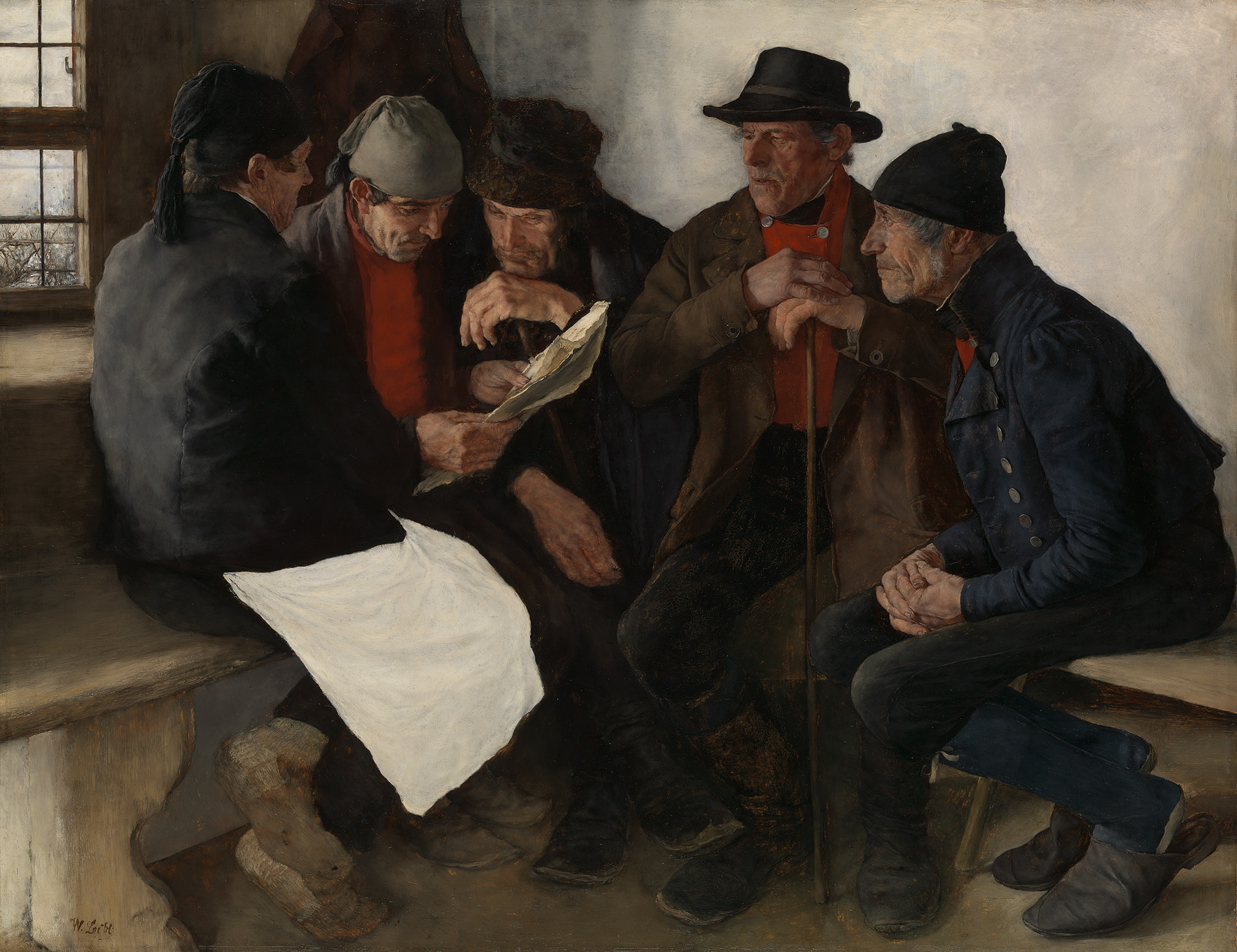
Wilhelm Leibl Politiciens de village (1877) huile sur bois, 76 × 97 cm
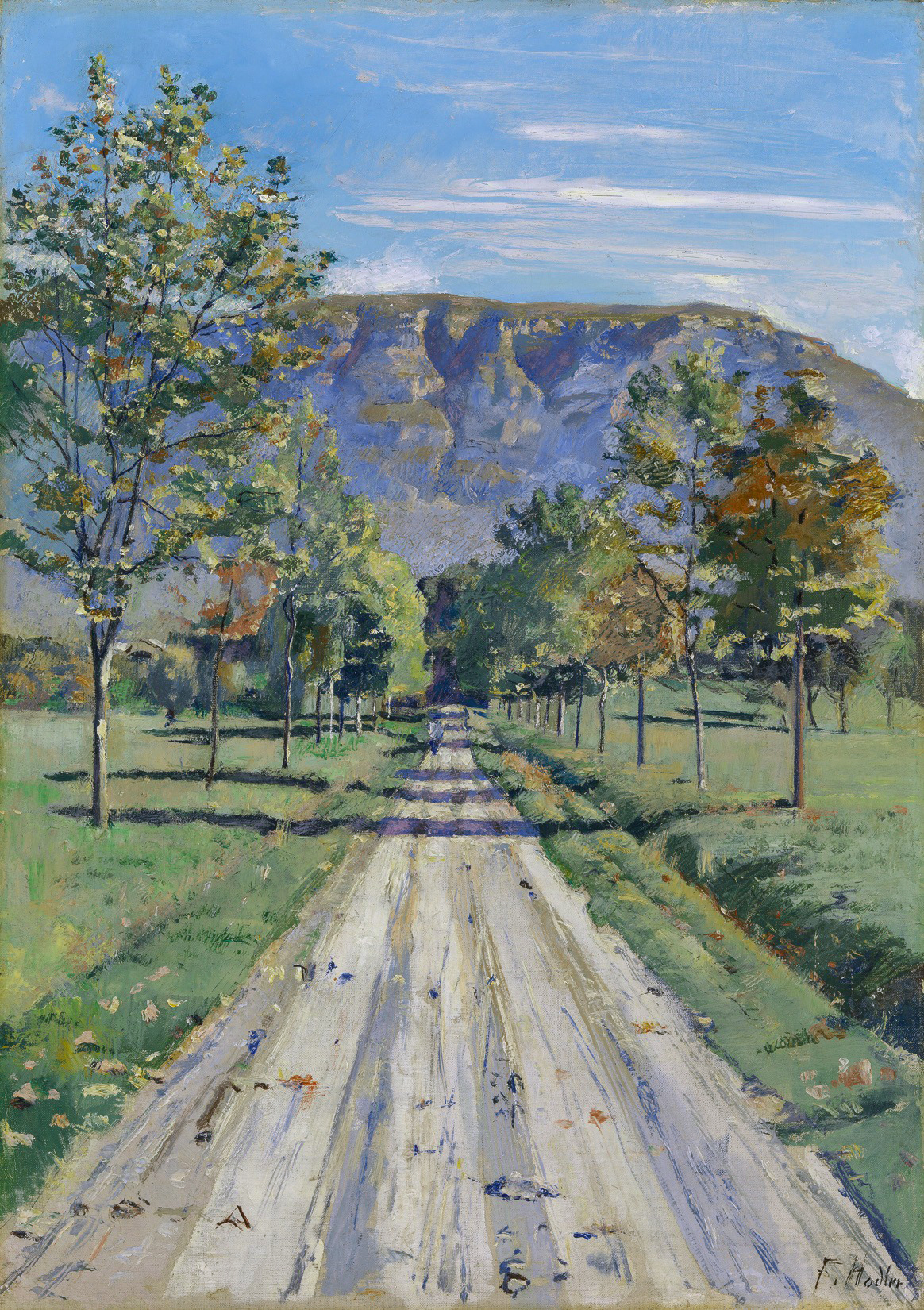
Ferdinand Hodler La route d‘Evordes (v. 1890) huile sur toile, 62,5 × 44,5 cm
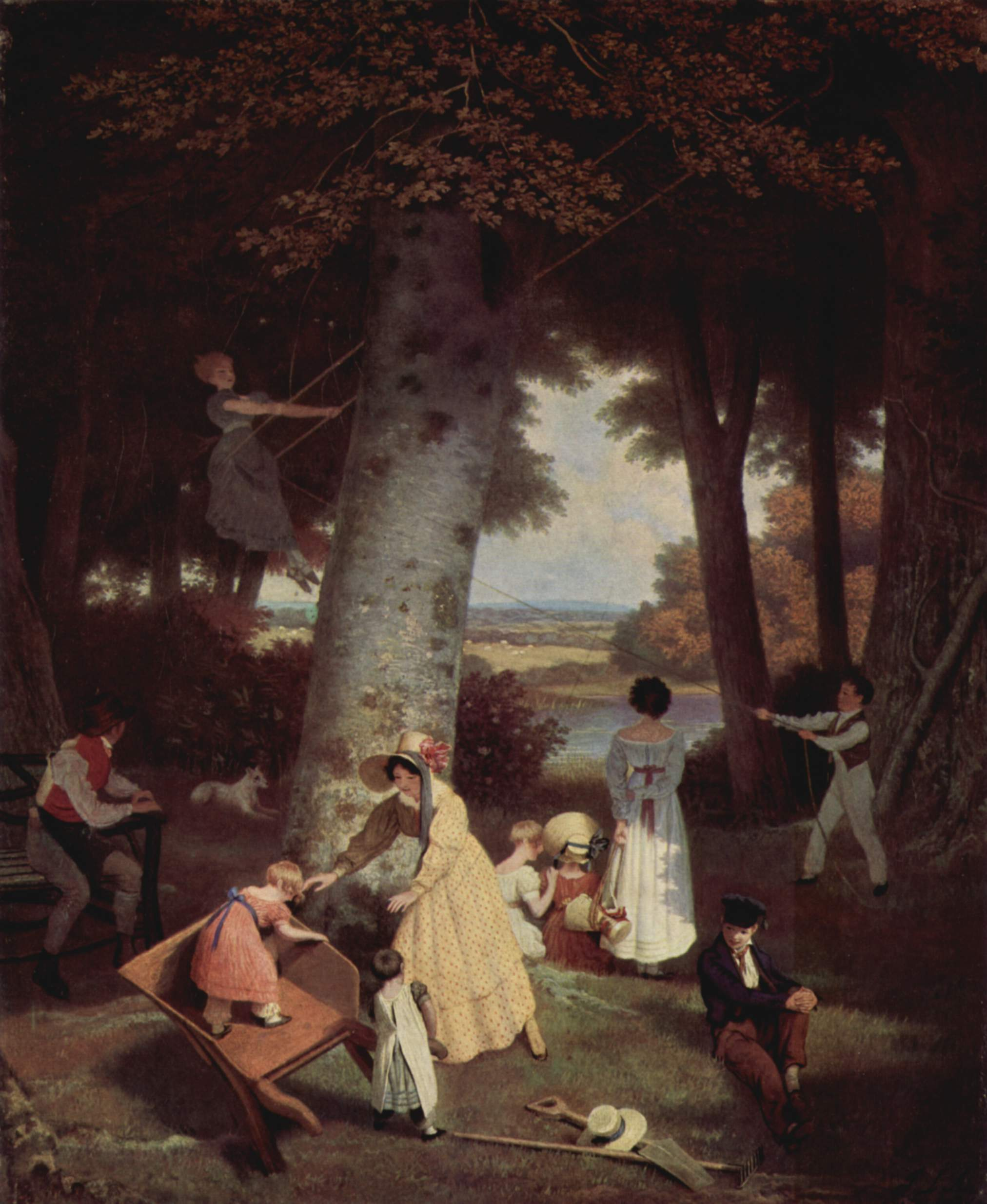
Jacques-Laurent Agasse, La Place de jeu (1838), huile sur toile, 54 × 45 cm